# Laterallus albigularis
Franga-d'água-de-garganta-branca ou sanã-de-papo-branco (Laterallus albigularis) é uma espécie de ave da família Rallidae.
Pode ser encontrada nos seguintes países: Colômbia, Costa Rica, Equador, Honduras, Nicarágua e Panamá.
Os seus habitats naturais são: pântanos.

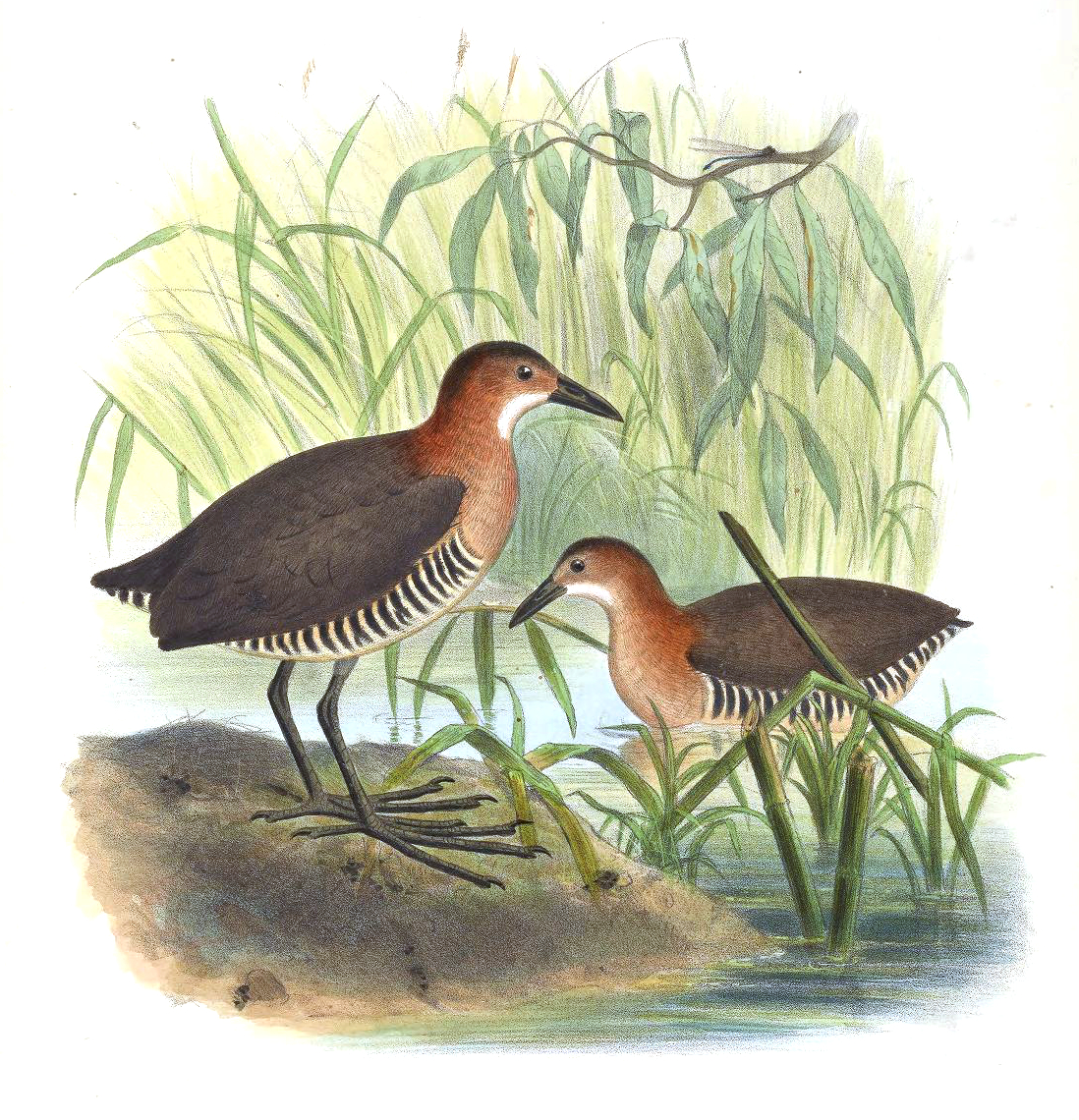